# Rodolfo Camacho Viera
Rodolfo Camacho Viera (Montevideo, Uruguay, 10 de marzo de 1887 – Buenos Aires, Argentina, 1973) fue un lutier uruguayo nacionalizado argentino, fabricante de guitarras clásicas y violines. Se le considera uno de los lutieres más notables de Latinoamérica en su tiempo, habiendo recibido varios premios. Sus guitarras han sido elogiadas por músicos como Andrés Segovia y Agustín Pío Barrios.

## Biografía
Rodolfo Camacho Viera nació en Montevideo, Uruguay. Su padre era un constructor de guitarras de Andalucía, España, quien originalmente había abierto un taller en las Islas Canarias, antes de mudarse con su familia a Uruguay y luego a Buenos Aires, donde se establecieron en 1904. Rodolfo aprendió el oficio de lutier de su padre, y sus guitarras siguieron la tradición española.
En Argentina, Rodolfo Camacho Viera comenzó trabajando para el Congreso de la Nación Argentina, realizando trabajos de carpintería. Artesanías realizadas por Camacho Viera subsisten y pueden verse actualmente en la Basílica de Nuestra Señora de Luján. Posteriormente comenzó a especializarse en la construcción de guitarras. Como lutier, entabló amistad y trabajó para músicos latinoamericanos destacados como Agustín Pío Barrios, Henryk Szeryng, Alirio Díaz y Cayo Sila Godoy.
En 1934 el guitarrista Andrés Segovia se expresó elogiosamente sobre las guitarras Camacho Viera:

Considero la guitarra que me ha hecho —no fabricado, ni construido, cosa que implica abandono del cuidado espiritual del artífice y resignación a elementos mecánicos— el Sr. Camacho Viera el mejor instrumento de cuantos han pasado por mis manos.

Además de fabricar guitarras, Rodolfo Camacho Viera realizaba reparaciones de instrumentos musicales para familias acaudaladas de Buenos Aires. De esta manera entró en contacto con los violines Stradivarius, y se interesó en su construcción. De la investigación de estos instrumentos, Camacho Viera creó su propia línea de violines, que están fabricados a la manera de los Stradivarius.

## Distinciones
- Medalla de Oro (Barcelona, 1924)
- Medalla de Oro (Roma, 1924)
- Primer Premio y Medalla de Oro (3ª Exposición Comunal de Buenos Aires, 1928)